# Філ Дауд
Філ Дауд (англ. Phil Dowd; нар 26 січня 1963, Стаффордшир) — англійський футбольний арбітр. Судив матчі англійської Прем'єр-ліги. Представляв Сток-он-Трент.

## Кар'єра
Дауд почав працювати суддею на футбольних матчах з 1984 року в місцевих лігах Стаффордшира and Мідлендса. У 1992 році він був включений в список помічників суддів Футбольної ліги, а в 1997 році — в список арбітрів, які обслуговують матчі цього турніру. На той момент йому було 34 роки.
У 2001 році Дауд був включений в список суддів англійської Прем'єр-ліги. Його першим матчем у цьому турнірі стала зустріч між «Фулгемом» і «Евертоном» у грудні 2001 року. Сезон 2010/11 став для Дауда 11-м в його суддівській кар'єрі у вищому дивізіоні англійського футболу.
Дауд був четвертим суддею на фінальному матчі Кубка Англії 2006 року, який пройшов на стадіоні «Міленіум» в Кардіффі.
У лютому 2007 року Дауда за підсумками суддівства в матчі Прем'єр-ліги проти «Арсеналу» гостро розкритикували головний тренер «Вігана» Пол Джюелл і голова клубу Дейв Вілан. Дауд не призначив пенальті у ворота «Арсеналу» після фолу Матьє Фламіні на Емілі Гескі. До того моменту «Віган», який вів у рахунку 1:0, залишився на полі вдесятьох: Йосип Скоко покинув межі поля, отримуючи допомоги внаслідок травми, але Дауд не дозволив австралійцю повернутися на поле під час атаки «Арсеналу». Фламіні, який міг бути вилучений на фол останньої надії на Гескі, прийняв м'яч в положенні «поза грою» (що залишилося непоміченим Даудом і лайнсменом) і зробив крос, що призвело до автоголу у ворота «Вігана». Після цього «Арсенал» зміг забити переможний гол у ворота «латикс».
28 лютого 2010 року Дауд обслуговував фінальний матч Кубка Футбольної ліги, в якому зустрілися «Астон Вілла» і «Манчестер Юнайтед». На 5-ій хвилині зустрічі Дауд призначив пенальті у ворота «Юнайтед» за фол Неманьї Відіча на Габрієлі Агбонлахорі. На думку деяких коментаторів, цей фол повинен був бути покараний вилученням Відіча. «Астон Вілла» реалізувала пенальті, однак згодом «Юнайтед» забив два голи і здобув перемогу в матчі з рахунком 2:1.
Наступного року Дауд відсудив Суперкубок Англії 2011 року, який відбувся 7 серпня між «Манчестер Сіті» і «Манчестер Юнайтед», який також був ювілейним 160-им манчестерським дербі і пройшов на лондонському стадіоні «Вемблі». «Юнайтед» виграв матч 3:2, здобувши перемогу на останній хвилині завдяки Нані, а Дауд пред'явив сім жовтих карток під час гри.
5 травня 2012 року Дауд обслуговував фіналом Кубка Англії між «Челсі» та «Ліверпулем» на стадіоні «Вемблі». Йому допомагали Стюарт Берт та Ендрю Гарратт, а Майк Джонс був четвертим арбітром. Дауд назвав своє призначення на фінал Кубка як «честь і привілей». Матч відбувся в третю річницю смерті батька, який завжди сподівався побачити свого сина арбітром фіналу Кубка Англії.
У 2016 році завершив суддівську кар'єру через травми.